# 普里斯托龍
51°47′30″N 30°59′27″E / 51.79167°N 30.99083°E
普里斯托龍（烏克蘭語：Присторонь），是烏克蘭北部的村莊，隸屬切爾尼希夫州的切爾尼希夫區。該村始建於1711年，面積0.95平方公里，海拔高度141米，2001年人口143，人口密度每平方公里150.5人。